# Stedorf
Stedorf ist mit Geestefeld, Lohof und Hof Borstel ein Ortsteil der Gemeinde Dörverden im Landkreis Verden, Niedersachsen.

## Lage
Stedorf liegt nördlich von Dörverden an der Bundesstraße 215. Die Bebauungen der beiden Orte gehen ineinander über. Westlich des Ortes fließt die Weser. Am östlichen Ortsrand führt die Bahnstrecke Wunstorf–Bremen vorbei.

## Geschichte
Erstmals urkundlich erwähnt wurde der Ort im Jahre 1219. Der Kartoffelanbau begann 1765. Von 1828 bis 1831 wurde der Stedorf-Riedaer Winterdeich aufgeschüttet. 1932 schloss sich Geestefeld an die Gemeinde Stedorf an. Am 1. Oktober 1962 schloss sich die Gemeinde Stedorf freiwillig mit der Gemeinde Dörverden zusammen.

## Wappen
Blasonierung: „In Blau ein silbernes niedersächsisches Fachwerk Bauernhaus mit Pferdeköpfen. Im goldenen Schildfuß ein blauer Pflug.“